# Lista de espécies do gênero Melobesia
Melobesia J.V. Lamouroux, 1812  é o nome botânico  de um gênero de algas vermelhas pluricelulares da família Hapalidiaceae, subfamília Melobesioideae.
- Atualmente apresenta 17 espécies taxonomicamente válidas:

## Espécies
- Melobesia accola  (Foslie) Lemoine

= Lithophyllum accola  Foslie, 1906
= Litholepis accola  (Foslie) Foslie, 1907
= Lithoporella accola  (Foslie) Adey, 1970
- Melobesia confervoides  Funk
- Melobesia crassiuscula  Kützing, 1843
- Melobesia galapagensis  (Foslie) W.R. Taylor, 1945

= Epilithon galapaganse  (Foslie) Foslie
= Lithothamnion galapagense  Foslie, 1907
- Melobesia grandiuscula  Montagne, 1846
- Melobesia lamourouxii  Decaisne, 1842
- Melobesia leptura  Foslie, 1906
- Melobesia marginata  Setchell & Foslie in Foslie, 1902
- Melobesia mediocris (Foslie) Setchell & L.R. Mason, 1943

= Lithophyllum zostericola f. mediocris  Foslie, 1900
- Melobesia membranacea  (Esper) J.V. Lamouroux, 1812

= Corallina membranacea  Esper, 1796
= Hapalidium roseolum  Kützing, 1843
= Melobesia corticiformis  Kützing, 1849
= Hapalidium roseum  Kützing ex Areschoug, 1852
= Hapalidium coccineum  P.L. Crouan & H.M. Crouan, 1859
= Melobesia rosea  Rosanoff, 1866
= Hapalidium hildebrandtioides  P.L. Crouan & H.M. Crouan, 1867
= Epilithon membranaceum  (Esper) Heydrich, 1897
= Lithothamnion membranaceum  (Esper) Foslie, 1898
= Lithothamnion corticiforme  (Kützing) Foslie, 1898
= Melobesia coccinea  (P.L. Crouan & H.M. Crouan) Foslie, 1898
= Epilithon corticiforme  (Kützing) Heydrich, 1908
= Melobesia hildebrantioides  (P.L. Crouan & H.M. Crouan) Foslie, 1989
- Melobesia phragmiticola  Skolka, 1961
- Melobesia polycarpa Zanardini
- Melobesia polystromatica  E.Y. Dawson, 1960
- Melobesia rosanoffii  (Foslie) Lemoine, 1912

= Lithothamnion rosanoffii  Foslie, 1908
= Epilithon rosanoffii  (Foslie) Foslie, 1909
- Melobesia tenuis  Decaisne, 1842
- Melobesia tomitaroi  Kloczcova, 1987

= Melobesia pacifica  Masaki, 1968
= Melobesia masakii  Baba & Yoshida, 1997
- Melobesia triplex  Heydrich, 1902